# Fons Vitae

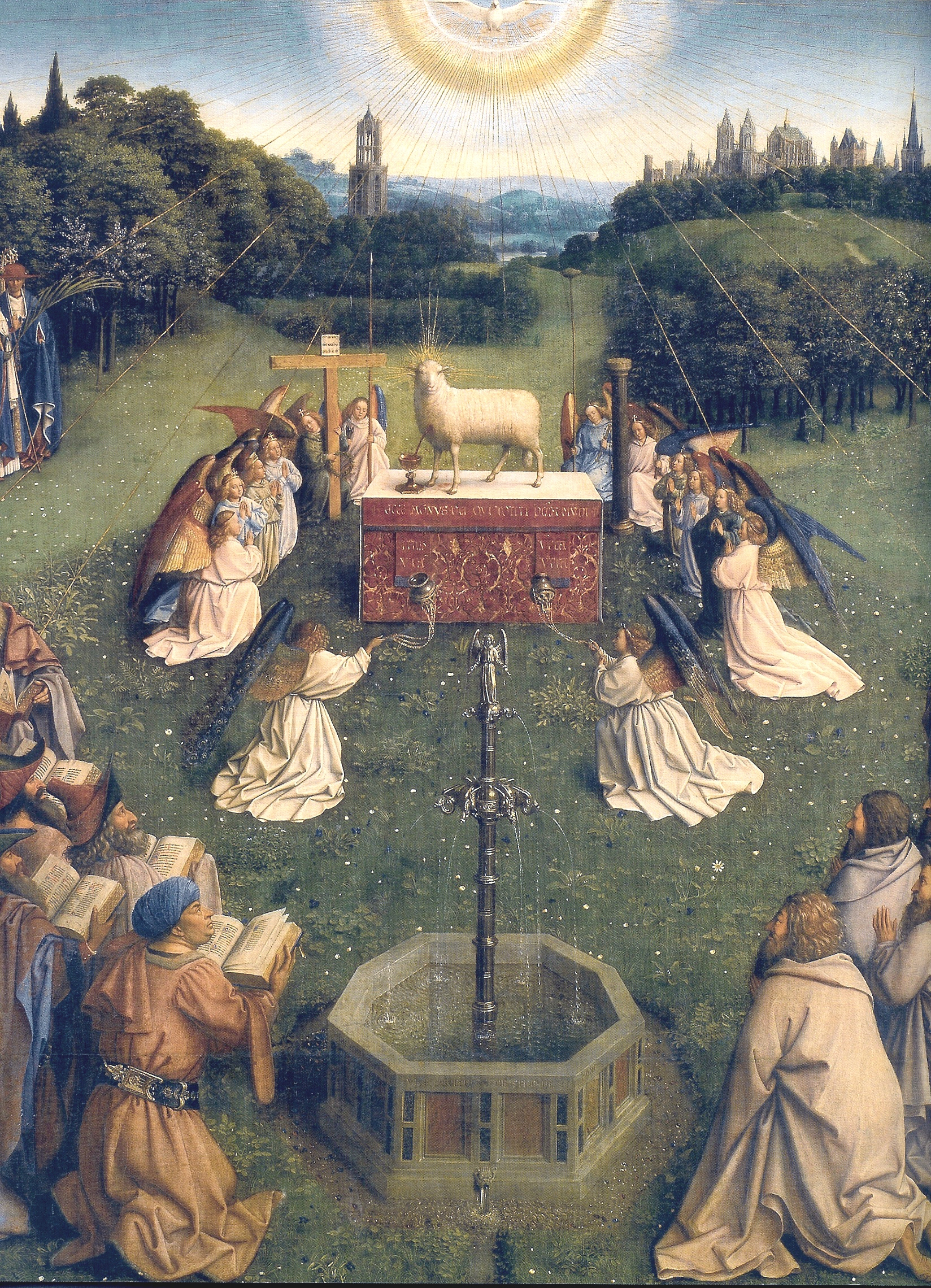
"Źródło życia" z cembrowiną w kształcie chrzcielnicy w centralnym panelu Ołtarza Gandawskiego Jana van Eycka

Fons vitae (łac. źródło życia, zdrój żywota) – źródło, studnia lub naczynie z wyobrażeniem pijących zwierząt (jelenie, pawie lub inne ptaki), które symbolizują orzeźwienie duszy przez chrzest (woda) i Odkupienie (krew eucharystyczna).
W sztuce starochrześcijańskiej wyobrażano jelenie nad rzekami rajskimi, wypływającymi z góry Syjon (mozaiki w apsydzie bazyliki św. Jana na Lateranie) lub pawie przy naczyniu, z którego wyrasta winna latorośl.
W sztuce karolińskiej i ottońskiej fons vitae stało się architektonicznie oprawioną studnią, przybierającą niekiedy formę okrągłej świątynki.
W sztuce późnośredniowiecznej i nowożytnej dominowały treści eucharystyczne – studnia lub fontanna zwieńczone figurą Ukrzyżowanego, Męża Boleści lub Baranka (katolickie ołtarze, ewangelickie epitafia).